# Gia Mantegna
Gia Cristine Mantegna (* 17. April 1990 in New York City) ist eine US-amerikanische Schauspielerin.

## Leben
Die Tochter des Schauspielers Joe Mantegna wurde in New York geboren und wuchs in Los Angeles auf. Den Anfang ihrer Karriere machte sie im Alter von 13 Jahren mit dem Film Uncle Nino. Bei den 68. Golden Globe Awards trat sie als Miss Golden Globe 2011 auf und überreichte in dieser Rolle den Laudatoren die Trophäen.

## Filmografie (Auswahl)
- 2003: Uncle Nino
- 2004: 30 über Nacht (13 Going on 30)
- 2005: Murder Book
- 2006: Oh je, du Fröhliche (Unaccompanied Minors)
- 2007: In the Land of Women
- 2007: All I want for Christmas
- 2007: Ein Nachbar zum Verlieben? (The Neighbor)
- 2008, 2017: Criminal Minds (Fernsehserie, 4 Episoden)
- 2008–2013: The Secret Life of the American Teenager (Fernsehserie, 3 Episoden)
- 2009: Medium – Nichts bleibt verborgen (Medium, Fernsehserie, Episode 6x02 Who's That Girl)
- 2010: And Soon the Darkness
- 2010–2011: Gigantic (Fernsehserie, 18 Episoden)
- 2011: Apartment 143 (Emergo)
- 2011: Getting That Girl
- 2013: Jake Squared
- 2013: Empire State – Die Straßen von New York (Empire State)
- 2013: Frozen Ground (The Frozen Ground)
- 2014: California Scheming
- 2014: The Prince – Only God Forgives (The Prince)
- 2014: Katies Blog (Ask Me Anything)
- 2014–2017: The Middle (Fernsehserie, 10 Episoden)
- 2015: Under the Dome (Fernsehserie, 6 Episoden)
- 2015: Cheerleader Death Squad (Fernsehfilm)
- 2017: Life After First Failure (Fernsehserie, 3 Episoden)
- 2018–2019: The Dead Girls Detective Agency (Fernsehserie, 27 Episoden)
- 2019: Magnum P.I. (Fernsehserie, Episode 1x17 Black Is the Widow)
- 2020: All for Nikki